# Starý Šachov
Starý Šachov là một làng thuộc huyện Děčín, vùng Ústecký, Cộng hòa Séc.